# Радянська література (журнал)
«Радя́нська літерату́ра» — літературно-мистецький місячник 1933—1941, орган Спілки письменників України (перші два роки — оргкомітету цієї спілки), спочатку в Харкові, з 1934 — в Києві. Був першим літературним журналом, що постав по ліквідації літературних організацій і їхніх друкованих органів та мав призначення уніфікованого органу для утвердження соцреалізму. Його поява збігається з періодом репресій і розгрому української літератури.
Керівну роль у виданні відігравали такі партійні літератори, як І. Микитенко, О. Корнійчук, а першим редактором був І. Кулик. З початком війни у 1941 журнал перестав виходити. Замість нього в Уфі розпочато видання журналу «Українська література». З першого числа за 1946 рік мав назву «Вітчизна», під якою виходив до 2012 року.
Серед письменників, що друкувались у журналі, Г. І. Брежньов